# Těberda (město)
Těberda (rusky Теберда, kabardsko-čerkesky Теберди́) je město v Karačajsko-Čerkesku v Ruské federaci. Při sčítání lidu v roce 2010 měla přes devět tisíc obyvatel. 

## Poloha
Těberda leží v oblasti Velkého Kavkazu na řece Těberdě, levém přítoku Kubáně. Jen přibližně třicet kilometrů jižně a proti proudu od města prochází hranice s Abcházií uznávanou většinou zemí světa za součást Gruzie.
Od Čerkesku, hlavního města republiky, je Těberda vzdálena přibližně sto kilometrů jižně.

## Dějiny
Těberda vznikla v roce 1868 jako karačajské sídlo pod jménem Bajčoralany-Kabak (Байчораланы-Къабакъ). Od roku 1925 zde bylo tuberkulózní sanatorium. 
V roce 1929 získala Těberda status sídla městského typu a současné jméno. Od roku 1971 je městem.